# Kita-Jūhachi-Jō (métro de Sapporo)
Kita-Jūhachi-Jō (北18条駅, Kita-Jūhachi-Jō-eki) est une station du métro de Sapporo au Japon. Elle est située dans l'arrondissement de Kita à Sapporo.

## Situation sur le réseau
La station est située au point kilométrique (PK) 3,1 de la ligne Namboku entre la station Kita-Nijūyo-Jō, en direction du terminus nord Asabu, et la station Kita juni jo, en direction du terminus sud Makomanai.

## Histoire
La station a été inaugurée le 16 décembre 1971.

## Services aux voyageurs

### Accès et accueil
La station est ouverte tous les jours.

### Desserte
- Ligne Namboku :
  - voie 1 : direction Makomanai
  - voie 2 : direction Asabu